# Tina Bursill
Tina Bursill es una actriz australiana, más conocida por haber interpretado a Louise Carter en la serie Skyways, a Anne Burke en Hey Dad! y a Sonia Stevens en Prisoner.

## Biografía
Se entrenó en el National Institute of Dramatic Art "NIDA"  de donde se graduó en 1971.
Fue muy buena amiga de la ahora fallecida actriz australiana Victoria Longley.

## Carrera
El 9 de agosto de 1991 apareció como invitada en la popular serie australiana Home and Away donde dio vida a la maestra Lois Crawford hasta el 2 de octubre del mismo año después de que su personaje decidiera irse de la bahía; más tarde Tina apareció de nuevo en la serie el 25 de enero de 2001 donde interpretó a Stella Patterson, la madre de Vincent "Vinnie" Patterson (Ryan Kwanten) en ocho episodios hasta el 17 de julio de 2002.
En 1976 se unió al elenco recurrente de la serie King's Men donde interpretó a la oficial Jaybee Giddings hasta 1980. 
En 1979 dio vida a la administradora Louise Carter en la serie Skyways. 
En 1983 interpretó a la prisionera Sonia Stevens hasta 1984 después de que su personaje escapara y desapareciera en la popular serie Prisoner.
En 1985 interpretó a Cecily Day en la serie A Country Practice hasta 1986, anteriormente apareció por primera vez en la serie 1981 donde dio vida a Bianca Forbes-Hamilton en dos episodios.
En 1987 se unió al elenco recurrente de la serie Hey Dad! donde interpretó a la detective sargento de la policía Anne Burke.
En 1991 apareció por primera vez en la serie policíaca G.P. donde dio vida a Adele Meyer durante el episodio "Out of Pasture", más tarde apareció de nuevo en la serie ahora interpretando a Caroline Lalor en el episodio "One for the Road".
En 1996 se unió al elenco de la quinta temporada de la serie Heartbreak High donde dio vida a la enfermera Hilary Scheppers, la madre de los estudiantes Anita Scheppers (Lara Cox) y Ryan Scheppers (Rel Hunt) hasta la sexta temporada en 1998 después de que su personaje decidiera mudarse a Melbourne para trabajar.
En el 1999 apareció por primera vez en la serie médica All Saints donde interpretó a Margaret Evans en el episodio "The Ties That Bind", apareció de nuevo en el 2002 ahora interpretando a Helen Fahey durante el episodio "Overload"y en el 2008 apareció por última ahora interpretando a Robyn Simms durante el episodio "Horses for Courses".
En el 2000 apareció como invitada en tres episodios de la popular serie de ciencia ficción Farscape donde interpretó a la emperatriz Novia.
En el 2011 apareció como invitada en la primera temporada de la serie Crownies donde interpretó a la magistrada Ellen Hansby.
En el 2012 se unió al elenco principal de la serie A Moody Christmas donde dio vida a Maree Moody, la matriarca de la familia; papel que interpretó nuevamente en el 2014 en el spin-off titulado The Moodys.
El 10 de marzo de 2014 se unió al elenco invitado de la serie australiana Neighbours donde interpretó a Kathy Carpenter, la madre de Lauren Carpenter y exesposa de Lou Carpenter hasta el 19 de marzo del mismo año luego de que su personaje regresara a Queensland. El 18 de julio de 2014 Tina regresó a la serie y su última aparición fue el 20 de agosto de 2014.

## Filmografía

### Series de televisión
| Año               | Serie                  | Personaje          | Notas                                     |
| ----------------- | ---------------------- | ------------------ | ----------------------------------------- |
| 2016 - presente   | Doctor Doctor          | Meryl Knight       | 21 episodios                              |
| 2014, 2016        | Neighbours             | Kathy Carpenter    | 21 episodios                              |
| 2014              | The Moodys             | Maree Moody        | 8 episodios                               |
| 2013              | The Time of Our Lives  | Lenore Island      | 2 episodios                               |
| 2012              | A Moody Christmas      | Maree Moody        | 6 episodios                               |
| 2012              | Rake                   | Miriam             | episodio "Greene vs Hole"                 |
| 2011              | Crownies               | Ellen Hansby       | episodio # 1.16                           |
| 2011              | Offspring              | Marilyn Bassett    | 2 episodios                               |
| 2008              | All Saints             | Robyn Simms        | episodio "Horses for Courses"             |
| 2005              | Dramatically Black     | -                  | episodio "Plains Empty"                   |
| 2005              | Blue Water High        | Katrina            | episodio "Brothers and Sisters"           |
| 2004              | Out There              | -                  | episodio "To Know Me Is"                  |
| 2003              | White Collar Blue      | Carole             | episodio # 2.20                           |
| 2003              | Always Greener         | Lucy Buckingham    | 2 episodios                               |
| 2003              | Grass Roots            | Ariadne Totos      | episodio "Dogs"                           |
| 2002              | BackBerner             | Jennie Turk        | episodio # 1.134                          |
| 2002              | MDA                    | Dra. Ruth McIntyre | episodio "Love You to Death"              |
| 2001              | Corridors of Power     | Petra              | episodio # 1.5                            |
| 2000              | Farscape               | Emperatriz Novia   | 3 episodios                               |
| 1998              | Murder Call            | Lori Magnus        | episodio "Skin Deep"                      |
| 1996 - 1998       | Heartbreak High        | Hilary Scheppers   | 33 episodios                              |
| 1995              | G.P.                   | Caroline Lalor     | episodio "One for the Road"               |
| 1994              | The Ferals             | White Ant          | episodio "Exam Fever"                     |
| 1994              | Mother and Son         | Carmen             | episodio "The Ride"                       |
| 1992              | Bony                   | Peta               | episodio "Surf, Sun, Sand.... and Murder" |
| 1991              | Home and Away          | Lois Crawford      | 23 episodios                              |
| 1990              | The Flying Doctors     | Billie Sorensen    | episodio "Billie and Pete"                |
| 1989              | This Man... This Woman | Liz Maddocks       | miniserie                                 |
| 1987              | Willing and Abel       | Margaret Hill      | -                                         |
| 1987              | Hey Dad!               | Det. Anne Burke    | 6 episodios                               |
| 1985 - 1986       | A Country Practice     | Cecily Day         | 12 episodios                              |
| 1983 - 1984       | Prisoner               | Sonia Stevens      | 54 episodios                              |
| 1976, 1979 - 1980 | King's Men             | Jaybee Giddings    | 13 episodios                              |
| 1979              | Skyways                | Louise Carter      | 109 episodios                             |
| 1978              | Chopper Squad          | Madre              | episodio "Dangerous Weapon"               |
| 1976              | The Emigrants          | Enfermera Watson   | episodio "13,000 Miles Away"              |
| 1976              | Alvin Purple           | Bernice            | episodio "Rhythm Method"                  |
| 1975              | Matlock Police         | Jennifer Craig     | episodio "Eight Mile Al"                  |
| 1975              | The Unisexers          | Felicity           | -                                         |
| 1975              | Winner Take All        | -                  | miniserie                                 |
| 1974              | Silent Number          | Annette            | episodio "Cecelia"                        |
| 1973              | The People Next Door   | Meg Penrose        | 20 episodios                              |

### Películas
| Año  | Título                 | Personaje              | Notas |
| ---- | ---------------------- | ---------------------- | --- |
| 2015 | Going Down             | -                      | corto - junto a Cheree Cassidy, Grant Cartwright y Christian Willis                                             |
| 2014 | Jack Irish: Dead Point | Pat                    | junto a Guy Pearce, Anthony Hayes, Aaron Pedersen, Marshall Napier, Damien Garvey y Roy Billing                 |
| 2013 | Bloody Henry           | Jane                   | corto - junto a Brian Farmer, George Gryllis, Kevin Healy & Angelique Papadelias                                |
| 2012 | Wish You Were Here     | Margie McKinney        | junto a Felicity Price, Joel Edgerton, Teresa Palmer & Antony Starr                                             |
| 2011 | Random 8               | -                      | junto a Kate Box, Nicholas Brown, Jeanette Cronin, Matt Edgerton & Ksenia Logos                                 |
| 2008 | Three Blind Mice       | Candy                  | junto a Ewen Leslie, Toby Schmitz, Matthew Newton & Brendan Cowell                                              |
| 2007 | Pleasance              | Biddy                  | corto - junto a Tony Barry & Graham Rouse                                                                       |
| 2006 | Shuffle                | Denise                 | corto - junto a Simon Burke, Kristian Schmid & David Trellin                                                    |
| 2005 | Son of the Mask        | Ejecutiva de la Cadena | junto a Jamie Kennedy, Alan Cumming, Traylor Howard, Steven Wright & Kal Penn                                   |
| 2004 | Small Claims           | Rhonda                 | junto a Claudia Karvan, Rebecca Gibney, Robert Mammone, Freya Stafford & Paul Barry                             |
| 2003 | BlackJack              | Carmen                 | junto a David Field, Russell Dykstra, Tony Barry, Matt Boesenberg, Jason Clarke & Colin Friels                  |
| 2002 | Heroes' Mountain       | Margy Donald           | junto a Craig McLachlan, Anthony Hayes, Nadine Garner, Andy Anderson & Andrew McFarlane                         |
| 2001 | Saturn's Return        | Sheila                 | corto - junto a Joel Edgerton, Damian Walshe-Howling & Harold Hopkins                                           |
| 2000 | Cheek to Cheek         | Julie                  | corto - junto a Melissa Jaffer, Maggie Blinco, Georgina Naidu & David Hoey                                      |
| 2000 | The Goddess of 1967    | Esther                 | junto a Rose Byrne, Rikiya Kurokawa, Nicholas Hope, Elise McCredie & Tim Richards                               |
| 1998 | Entertaining Angels    | -                      | corto - junto a Moira Kelly, Martin Sheen & Peter O'Brien                                                       |
| 1998 | Never Tell Me Never    | Virginia               | junto a Claudia Karvan, Michael Caton, Diane Craig, John Howard, Robert Mammone, Joel Edgerton & Justine Clarke |
| 1998 | Aftershocks            | Kerri Ingram           | junto a Lorna Lesley, Jeremy Sims, Neil Fitzpatrick, Lynette Curran & Susie Porter                              |
| 1994 | Spider & Rose          | Hermana Abbott         | junto a Lewis Fitz-Gerald, Max Cullen, Marshall Napier, Brian Vriends & Bruce Venables                          |
| 1987 | Jilted                 | Paula                  | junto a Richard Moir, Jennifer Cluff, Steve Jacobs, Helen Mutkins & Ken Radley                                  |
| 1986 | A Single Life          | Billie Russell         | junto a Pamela Rabe, Terence Donovan, John Higginson & Jane Clifton                                             |
| 1986 | The Three Musketeers   | -                      | junto a Ivar Kants, Noel Ferrier, Kate Fitzpatrick & Anna Volska                                                |
| 1978 | A Good Thing Going     | Jeanette               | junto a Chris Haywood, Beth Buchanan, Simone Buchanan, Ray Marshall & Miles Buchanan                            |

### Apariciones
| Año  | Programa                         | Notas |
| ---- | -------------------------------- | ----- |
| 1975 | The Dave Allen Show in Australia | -     |

### Teatro
| Año         | Título                               | Personaje | Directores (as) | Teatro             | Notas                                                                  |
| ----------- | ------------------------------------ | --------- | --------------- | ------------------ | ---------------------------------------------------------------------- |
| 2008 - 2010 | Small Metal Objects                  | -         | Bruce Gladwin   | -                  | junto a Simon Laherty, Jim Russell & Sonia Teuben                      |
| 2010        | The Swimming Club                    | Laura     | Kate Cherry     | Playhouse Theatre  | junto a Nicholas Papademetriou, Angela Punch McGregor & John Waters    |
| 2001        | Up for Grabs                         | -         | Gale Edwards    | Drama Theatre      | junto a Garry McDonald, Helen Dallimore & Felix Williamson             |
| 1998        | Blinded by the Sun                   | -         | Sandra Bates    | Playhouse Theatre  | junto a Andrew McFarlane, Peter Kowitz, Tammy MacIntosh & Ron Graham   |
| 1992        | On Golden Pond                       | -         | John Noble      | Marian St. Theatre | junto a Ron Haddrick, Steven Grives, Ivar Kants & June Salter          |
| 1989        | Top Silk                             | -         | Graeme Blundell | Athenaeum Theatre  | junto a Alan Fletcher, Geoff Morrell, Vince Martin & Lewis Fitz-Gerald |
| 1988        | Manning Clark's History of Australia | -         | John Bell       | Princess Theatre   | junto a Ivar Kants, Bob Hornery, Helen Noonan & Ross Williams          |
| -           | Grease (musical)                     | -         | -               | -                  | -                                                                      |

## Premios y nominaciones
| Año  | Categoría               | Premio    | Película | Resultado |
| ---- | ----------------------- | --------- | -------- | --------- |
| 1988 | Best Supporting Actress | AFI Award | Jilted   | Ganadora  |